# Camp Boiro
Le camp Boiro ou camp Mamadou-Boiro (1960 – 1984) est un camp de gendarmerie créé au temps de la colonisation française devenu camp d'internement militaire, de torture et de mise à mort de Guinée sous le régime de Sékou Touré. Il se trouve à la limite du centre-ville de Conakry, dans la banlieue de Camayenne.

## Origine du nom
Le camp porte le nom de l'inspecteur de police Mamadou Boiro, assassiné en 1969 sous Sékou Touré lors de l'extradition de commando prisonnier de Kankan pour Conakry en avion.[Quoi ?]

## Un centre de détention et de torture
L'« Auschwitz des Guinéens » abritait les prisonniers politiques du régime, mais aussi de simples citoyens, qui se retrouvaient en « diète noire » (privation de nourriture et de boisson)  dans ce camp qui paraissait être un simple camp de la garde présidentielle.
Parmi eux figurent l'ancien secrétaire général de l'Organisation de l'unité africaine, Diallo Telli, qui y meurt le 1er mars 1977 pendant le « complot peul » de 1976, Koumandian Keita, le secrétaire général du syndicat des enseignants, Fodéba Keïta ou encore l'ancien ministre et gouverneur de la Banque centrale de Guinée Balla Camara.
En 1970, les forces portugaises mènent l'opération Mer Verte: elles débarquent à Conakry pour tenter de libérer du Camp Boiro des ressortissants portugais faits prisonniers par le Parti africain pour l'indépendance de la Guinée et du Cap-Vert (PAIGC).
Abdoulaye Barry, le mari de Nadine Bari arrêté le 29 août 1972 en Côte d'Ivoire par la police politique de Sékou Touré, envoyé à la prison de Kankan et torturé.  Il meurt des suites de ses blessures pendant son transfert au camp Boiro à Tokounou entre Kankan et Kissidougou. Son corps est enterré au bord de la route. Il fait partie de milliers de victimes enlevées, torturées et assassinées dont les familles n'auront pas de nouvelles,,
Amnesty International estime que 50 000 personnes sont mortes dans ce camp, décimant l'élite guinéenne.[source détournée]
Le camp d'internement fut définitivement fermé après la mort de Sékou Touré en 1984.

## Mémoire
Après la mort de Sékou Touré, les cadres du régime du nouveau président Lansana Conté, souvent héritiers du précédent, font disparaître les marques visibles des atrocités commises dans le camp. 
La « cellule technique » (cabine de torture) est rénovée, et les militaires et leurs familles logés dans le camp empiétèrent peu à peu sur l’espace préservé pour l'histoire, laissé ouvert à tout vent.
Plus récemment, les dernières traces ont disparu dans le cadre de la réforme de l’armée menée par le général Sékouba Konaté en 2010.

### Témoignages
- Alsény René Gomez, Camp Boiro : parler ou périr, Éditions Harmattan, 2007, 268 p..
- Camp Boiro de Bah Ardo Ousmane
- Prison d'Afrique de Jean-Paul Alata
- Un prêtre dans les geôles de Sékou Touré de l'archevêque Raymond-Marie Tchidimbo